# Équipe de Yougoslavie de rugby à XV
L'équipe de Yougoslavie de rugby à XV a rassemblé les meilleurs joueurs de rugby à XV de Yougoslavie de 1968 à 1991. Elle est membre de la FIRA - Association européenne de rugby et joue le Championnat européen des nations de rugby à XV jusqu'à sa disparition.

## Historique
La Yougoslavie fait ses débuts le 31 juillet 1968 lors d'un match contre la Roumanie perdu 3 à 11. Le premier match en compétition officielle a lieu contre l'Italie le 29 décembre 1968 pour le compte de la Coupe européenne des nations FIRA 1968-1969. Le dernier se déroule le 21 avril 1991 contre la Tchécoslovaquie. Le meilleur résultat obtenu par la Yougoslavie est acquis lors de la saison 1979-1980 où elle termine deuxième de la division B du Trophée européen FIRA 1979-1980. Elle a disputé 72 matches durant cette période, remportant 23 victoires pour 47 défaites et deux matches nuls.
Les équipes de Bosnie-Herzégovine, de Croatie, de Slovénie et de Serbie lui succèdent dans le Championnat européen des nations.

## Palmarès en Coupe du monde
- 1987 : non invitée
- 1991 : pas qualifiée

## Statistiques des principales confrontations
| Adversaires      | Nombre de matches | Victoires | Nuls | Défaites | % Victoires |
| ---------------- | ----------------- | --------- | ---- | -------- | ----------- |
| Suisse           | 8                 | 7         | 0    | 1        | 87,5        |
| Tchécoslovaquie  | 8                 | 1         | 0    | 7        | 12,5        |
| Belgique         | 7                 | 1         | 0    | 6        | 14,2        |
| Pays-Bas         | 6                 | 2         | 0    | 4        | 33,3        |
| Allemagne        | 6                 | 0         | 1    | 5        | 8,3         |
| Bulgarie         | 5                 | 2         | 0    | 3        | 40,0        |
| Tunisie          | 4                 | 2         | 0    | 2        | 50,0        |
| Espagne          | 4                 | 0         | 0    | 4        | 0,0         |
| Bulgarie         | 4                 | 2         | 0    | 2        | 50,0        |
| Suède            | 3                 | 2         | 0    | 1        | 66,7        |
| Maroc            | 3                 | 1         | 0    | 2        | 33,3        |
| Portugal         | 3                 | 0         | 1    | 2        | 0,0         |
| Italie           | 3                 | 0         | 0    | 3        | 0,0         |
| Pologne          | 2                 | 2         | 0    | 0        | 100,0       |
| Union soviétique | 2                 | 0         | 0    | 2        | 0,0         |
| Luxembourg       | 1                 | 1         | 0    | 0        | 100,0       |
| Total            | 67                | 23        | 2    | 42       | 34,3        |

## Joueurs emblématiques
- Džoni Mandić (FC Grenoble)
- Drago Lulic (Stade montchaninois)
- Damir Uzunovic (Stade montchaninois)
- Ibrahim Hasagic (FCS Rumilly)
- Pero Barisic (Stade montchaninois)
- Damir Dimitrijevic (RC Dijon)
- Nikola Scepanovic (RC Dijon)
- Renato Jukic (RC Dijon)
- Muharem Gafurovic (RC Dijon)
- Jasmin Deljkic (RC Chalonnais)
- Pavle Grubisic (Plaisir rugby club)
- Dusan Jerotijevic (Plaisir rugby club)
- Boro Karaman (US Bourg-en-Bresse)

## Entraîneurs
- 1968 : Branko Stimac  Yougoslavie
- 1969-1974 : Branimir Alaupovic  Yougoslavie
- 1975-1979 : Mihovil Radja  Yougoslavie
- 1980-1981 : Dusan Novakov  Yougoslavie
- 1982 : Suad Kapetanovic  Yougoslavie
- 1982-1987 : Branimir Alaupovic  Yougoslavie
- 1987-1991 : Marko Protega  Yougoslavie